# Kvalifikace na Mistrovství světa ve fotbale 2022 (CONCACAF)
Severoamerická, středoamerická a karibská část kvalifikace na Mistrovství světa ve fotbale 2022 určila tři účastníky Mistrovství světa ve fotbale 2022, které se bude konat v Kataru, pro národní týmy, které jsou členy CONCACAF. Pro týmy CONCACAF byla k dispozici tři přímá místa a jedno místo v mezikontinentální baráži.

## Formát

### Původní formát
Dne 10. července 2019 oznámila CONCACAF restrukturalizovaný formát kvalifikace na mistrovství světa. Poté, co CONCACAF v březnu 2018 původně oznámila, že pro určení nasazení týmů CONCACAF do kvalifikací na mezinárodní turnaje bude používat žebříčkový index CONCACAF,  bylo rozhodnuto, že se místo toho bude používat žebříček FIFA.
- Hexagonal: Šest nejlépe umístěných týmů CONCACAF na základě žebříčku FIFA z června 2020 mělo odehrát zápasy kola doma a venku v jedné skupině (často označované jako "Hexagonal"). První tři týmy by se kvalifikovaly na mistrovství světa a tým na čtvrtém místě by postoupil do play-off CONCACAF.
- Skupinová fáze a vyřazovací fáze pro nenasazené týmy: Zbývající týmy CONCACAF (na 7. až 35. místě podle žebříčku FIFA z června 2020) měly být rozděleny do osmi skupin (pět skupin po čtyřech týmech a tři skupiny po třech týmech), v nichž by se hrály zápasy doma a venku kolové skupiny. Vítězové každé skupiny měli postoupit do vyřazovací fáze, která se skládala ze čtvrtfinále, semifinále a finále, které se mělo hrát dvoukolově systémem doma-venku. Vítěz vyřazovací fáze by rovněž postoupil do play-off CONCACAF.
- Play-off kolo: Tým na čtvrtém místě šestičlenné skupiny by se utkal s vítězem vyřazovací fáze, aby postoupil do mezikonfederační play-off.

| Fáze                    | Kolo          | Kolo          | Datum zápasu                |
| Nasazené kolo           | Nasazené kolo | Nasazené kolo | Nasazené kolo               |
| ----------------------- | ------------- | ------------- | --------------------------- |
| Hexagonal               | 1. kolo       | 1. kolo       | 31. srpna – 8. září 2020    |
| Hexagonal               | 2. kolo       |               | 31. srpna – 8. září 2020    |
| Hexagonal               | 3. Kolo       | 3. Kolo       | 5.–13. října 2020           |
| Hexagonal               | 4. Kolo       |               | 5.–13. října 2020           |
| Hexagonal               | 5. Kolo       | 5. Kolo       | 9.-17. listopadu 2020       |
| Hexagonal               | 6. Kolo       |               | 9.-17. listopadu 2020       |
| Hexagonal               | 7. Kolo       | 7. Kolo       | 22.-30. března 2021         |
| Hexagonal               | 8. Kolo       |               | 22.-30. března 2021         |
| Hexagonal               | 9. Kolo       | 9. Kolo       | 30. srpna – 7. září 2021    |
| Hexagonal               | 10. Kolo      |               | 30. srpna – 7. září 2021    |
| Kolo pro nižší nasazení |               |               |                             |
| Skupinová fáze          | 1. Kolo       | 1. Kolo       | 31. srpna – 8. září 2020    |
| Skupinová fáze          | 2. Kolo       |               | 31. srpna – 8. září 2020    |
| Skupinová fáze          | 3. Kolo       | 3. Kolo       | 5.–13. října 2020           |
| Skupinová fáze          | 4. Kolo       |               | 5.–13. října 2020           |
| Skupinová fáze          | 5. Kolo       | 5. Kolo       | 9.-17. listopadu 2020       |
| Skupinová fáze          | 6. Kolo       |               | 9.-17. listopadu 2020       |
| Vyřazovací fáze         | Čtvrtfinále   | První zápasy  | 22.-30. března 2021         |
| Vyřazovací fáze         | Čtvrtfinále   | Odvety        | 22.-30. března 2021         |
| Vyřazovací fáze         | Semifinále    | První zapasy  | 31. května – 8. června 2021 |
| Vyřazovací fáze         | Semifinále    | Odvety        | 31. května – 8. června 2021 |
| Vyřazovací fáze         | Finále        | První zápas   | 30. srpna – 7. září 2021    |
| Vyřazovací fáze         | Finále        | Odveta        | 30. srpna – 7. září 2021    |
| Baráž                   |               |               |                             |
| Baráž                   | První zápasy  | První zápasy  | 4.-12. října 2021           |
| Baráž                   | Odvety        |               | 4.-12. října 2021           |

Nicméně 25. června 2020, v návaznosti na rozhodnutí FIFA odložit mezinárodní turnaje na září 2020 kvůli pandemii covidu-19, CONCACAF uvedla, že "problémy, které představují odklady fotbalového kalendáře, a neúplný cyklus žebříčků FIFA v naší konfederaci znamenají, že náš současný proces kvalifikace na mistrovství světa byl ohrožen a bude změněn". "

### Nový formát
Dne 27. července 2020 oznámila CONCACAF nový formát kvalifikace na mistrovství světa.
- První fáze: 30 týmů CONCACAF, které se umístily na 6. až 35. místě na základě žebříčku FIFA z července 2020, bylo rozlosováno do šesti skupin po pěti a odehrálo systémem každým s každým odehrál jedno utkání (dvě doma a dvě venku), přičemž vítězové skupin postoupili do druhé fáze.
- Druhá fáze: Šest vítězů skupin první fáze se utkalo v baráži hrané doma venku. Tři vítězové postoupili do třetí fáze.
- Třetí fáze: Osm týmů, tři vítězové druhého kola a pět nejlepších týmů CONCACAF na základě těchto žebříčků FIFA, hrálo zápasy doma a venku kolo po kole v jedné skupině. Tři nejlepší týmy se kvalifikovaly na mistrovství světa a tým na čtvrtém místě postoupil do mezikonfederační play-off.

## Nasazení
Do kvalifikace se původně přihlásilo všech 35 národních týmů zkontaktu CONCACAF, které jsou členy FIFA. Týmy byly nasazeny na základě svého žebříčku FIFA z července 2020. Později však odstoupila Svatá Lucie, čímž se celkový počet týmů snížil na 34.
| Nasazeni do druhé fáze (pozice 1 až 27)                                       | Účastníci první fáze (pozice 28 až 54) |
| ----------------------------------------------------------------------------- | --- |
| 1. Mexiko (11) 2. USA (22) 3. Kostarika (46) 4. Jamajka (48) 5. Honduras (62) | 1. Salvador (69) 2. Kanada (73) 3. Curaçao (80) 4. Panama (81) 5. Haiti (86) 6. Trinidad a Tobago (105) 7. Antigua a Barbuda (126) 8. Guatemala (130) 9. Svatý Kryštof a Nevis (139) 10. Surinam (141) 11. Nikaragua (151) 12. Dominikánská republika (158) 13. Grenada (159) 14. Barbados (162) 15. Guyana (166) 16. Svatý Vincenc a Grenadiny (167) 17. Bermudy (168) 18. Belize (170) 19. Svatá Lucie (176) 20. Portoriko (178) 21. Kuba (179) 22. Montserrat (183) 23. Dominika (184) 24. Kajmanské ostrovy (193) 25. Bahamy (195) 26. Aruba (200) 27. Turks a Caicos (203) 28. Americké Panenské ostrovy (207) 29. Britské Panenské ostrovy (208) 30. Anguilla (210) |

## Termíny
25. června 2020 FIFA oznámila, že mezikontinentální play-off, které se mělo původně hrát v březnu 2022, bylo přesunuto na červen 2022 a že červnová reprezentační přestávka 2021 bude pro CONCACAF prodlouženo ze dvou hracích dnů na čtyři. 8. září 2020 CONCACAF oznámila, že zápasy plánované na říjen a listopad 2020 budou přesunuty na rok 2021.Dne 4. prosince 2020 FIFA oznámila, že reprezentační přestávka pro září 2021, říjen 2021, leden 2022 a březen 2022 v kalendáři mezinárodních zápasů FIFA budou prodloužena vždy o jeden den, aby se v každém reprezentační přestávce mohly odehrát tři kola. ve stejný den CONCACAF oznámila revidovaný rozpis kvalifikací, který byl aktualizován 16. června 2021.
| Fáze       | Kolo                          | Datum zápasu        |
| ---------- | ----------------------------- | ------------------- |
| První fáze | První reprezentační přestávka | 24.–30. března 2021 |
| První fáze | Druhá reprezentační přestávka | 2.–8. června 2021   |
| Druhá fáze | První zápasy                  | 12. června 2021     |
| Druhá fáze | Odvety                        | 15. června 2021     |
| Třetí fáze | 1. kolo                       | 2. září 2021        |
| Třetí fáze | 2. Kolo                       | 5. září 2021        |
| Třetí fáze | 3. Kolo                       | 8. září 2021        |
| Třetí fáze | 4. Kolo                       | 7. října 2021       |
| Třetí fáze | 5. Kolo                       | 10. října 2021      |
| Třetí fáze | 6. Kolo                       | 13. října 2021      |
| Třetí fáze | 7. Kolo                       | 12. listopadu 2021  |
| Třetí fáze | 8. Kolo                       | 16. listopadu 2021  |
| Třetí fáze | 9. Kolo                       | 27. ledna 2022      |
| Třetí fáze | 10. Kolo                      | 30. ledna 2022      |
| Třetí fáze | 11. Kolo                      | 2. února 2022       |
| Třetí fáze | 12. Kolo                      | 24. března 2022     |
| Třetí fáze | 13. Kolo                      | 27. března 2022     |
| Třetí fáze | 14. Kolo                      | 30. března 2022     |

| Fáze         | Kolo                          | Datum zápasů                 |
| ------------ | ----------------------------- | ---------------------------- |
| První zápasy | První reprezentační přestávka | 7. –13. října 2020           |
| První zápasy | Druhá reprezentační přestávka | 11. – 17. listopadu 2020     |
| Druhé zápasy | První zápasy                  | 22. –30. března 2021         |
| Druhé zápasy | Odvety                        | 22. –30. března 2021         |
| Třetí fáze   | 1. Kolo                       | 31. května – 15. června 2021 |
| Třetí fáze   | 2. Kolo                       | 31. května – 15. června 2021 |
| Třetí fáze   | 3. Kolo                       | 31. května – 15. června 2021 |
| Třetí fáze   | 4. Kolo                       | 31. května – 15. června 2021 |
| Třetí fáze   | 5. Kolo                       | 30. srpna – 7. září 2021     |
| Třetí fáze   | 6. Kolo                       | 30. srpna – 7. září 2021     |
| Třetí fáze   | 7. Kolo                       | 4.–12. října 2021            |
| Třetí fáze   | 8. Kolo                       | 4.–12. října 2021            |
| Třetí fáze   | 9. Kolo                       | 8.–16. listopadu 2021        |
| Třetí fáze   | 10. Kolo                      | 8.–16. listopadu 2021        |
| Třetí fáze   | 11. Kolo                      | 24. ledna – 1. února 2022    |
| Třetí fáze   | 12. Kolo                      | 24. ledna – 1. února 2022    |
| Třetí fáze   | 13. Kolo                      | 21.–29. března 2022          |
| Třetí fáze   | 14. Kolo                      | 21.–29. března 2022          |

## První fáze
Šest nejvýše umístěných týmů první fáze bylo předem nasazeno do skupin A až F. Týmy ve svých skupinách se utkaly každý s každým jednou, celkem ve čtyřech zápasech: dvakrát doma a dvakrát venku. Losování první fáze proběhlo 19. srpna 2020 v 19:00 v sídle FIFA v Curychu a do druhé fáze postoupil nejlepší tým z každé skupiny. Pandemie covidu-19 způsobila, že se mnoho "domácích" zápasů hrálo na neutrálních půdě. 
Skupina A
| Tým                       | Z | V | R | P | VB | OB | +/- | B  |                      |
| ------------------------- | - | - | - | - | -- | -- | --- | -- | -------------------- |
| Salvador                  | 4 | 3 | 1 | 0 | 13 | 1  | +12 | 10 | Postup do druhé fáze |
| Montserrat                | 4 | 2 | 2 | 0 | 9  | 4  | +5  | 8  |                      |
| Antigua a Barbuda         | 4 | 2 | 1 | 1 | 6  | 5  | +1  | 7  |                      |
| Grenada                   | 4 | 1 | 0 | 3 | 2  | 5  | -3  | 3  |                      |
| Americké Panenské ostrovy | 4 | 0 | 0 | 4 | 0  | 15 | -15 | 0  |                      |

| Tým                       | Salvador | Montserrat | Antigua a Barbuda | Grenada | Americké Panenské ostrovy |
| ------------------------- | -------- | ---------- | ----------------- | ------- | ------------------------- |
| Salvador                  |          | –          | 3:0               | 2:0     | –                         |
| Montserrat                | 1:1      |            | –                 | –       | 4:0                       |
| Antigua a Barbuda         | –        | 2:2        |                   | 1:0     | –                         |
| Grenada                   | –        | 1:2        | –                 |         | 1:0                       |
| Americké Panenské ostrovy | 0:7      | – –        | 0:3               | –       |                           |

Skupina B
| Tým               | Z | V | R | P | VB | OB | +/- | B  |                      |
| ----------------- | - | - | - | - | -- | -- | --- | -- | -------------------- |
| Kanada            | 4 | 4 | 0 | 0 | 27 | 1  | +26 | 12 | Postup do druhé fáze |
| Surinam           | 4 | 3 | 0 | 1 | 15 | 4  | +11 | 9  |                      |
| Bermudy           | 4 | 1 | 1 | 2 | 7  | 12 | -5  | 4  |                      |
| Aruba             | 4 | 1 | 0 | 3 | 3  | 19 | -16 | 3  |                      |
| Kajmanské ostrovy | 4 | 0 | 1 | 3 | 2  | 18 | -16 | 1  |                      |

| Tým               | Kanada | Surinam | Bermudy | Aruba | Kajmanské ostrovy |
| ----------------- | ------ | ------- | ------- | ----- | ----------------- |
| Kanada            |        | 4:0     | 5:1     | –     | –                 |
| Surinam           | –      |         | 6:0     | –     | 3:0               |
| Bermudy           | –      | –       |         | 5:0   | 1:1               |
| Aruba             | 0:7    | 0:6     | –       |       | –                 |
| Kajmanské ostrovy | 0:11   | –       | –       | 1:3   |                   |

Skupina C
| Tým                       | Z | V | R | P | VB | OB | +/- | B  |                      |
| ------------------------- | - | - | - | - | -- | -- | --- | -- | -------------------- |
| Curaçao                   | 4 | 3 | 1 | 0 | 15 | 1  | +14 | 10 | Postup do druhé fáze |
| Guatemala                 | 4 | 3 | 1 | 0 | 14 | 0  | +14 | 10 |                      |
| Kuba                      | 4 | 2 | 0 | 2 | 7  | 3  | +4  | 6  |                      |
| Svatý Vincenc a Grenadiny | 4 | 1 | 0 | 3 | 3  | 16 | -13 | 3  |                      |
| Britské Panenské ostrovy  | 4 | 0 | 0 | 4 | 0  | 19 | -19 | 0  |                      |

| Tým                       | Curaçao | Guatemala | Kuba | Svatý Vincenc a Grenadiny | Britské Panenské ostrovy |
| ------------------------- | ------- | --------- | ---- | ------------------------- | ------------------------ |
| Curaçao                   |         | 0:0       | –    | 5:0                       | –                        |
| Guatemala                 | –       |           | 1:0  | 10:0                      | –                        |
| Kuba                      | 1:2     | –         |      | –                         | 5:0                      |
| Svatý Vincenc a Grenadiny | –       | –         | 0:1  |                           | 3:0                      |
| Britské Panenské ostrovy  | 0:8     | 0:3       | –    | –                         |                          |

Skupina D
| Tým                    | Z | V | R | P | VB | OB | +/- | B  |                      |
| ---------------------- | - | - | - | - | -- | -- | --- | -- | -------------------- |
| Panama                 | 4 | 4 | 0 | 0 | 19 | 1  | +18 | 12 | Postup do druhé fáze |
| Dominikánská republika | 4 | 2 | 1 | 1 | 8  | 4  | +4  | 7  |                      |
| Barbados               | 4 | 1 | 2 | 1 | 3  | 3  | 0   | 5  |                      |
| Dominika               | 4 | 1 | 1 | 2 | 5  | 4  | +1  | 4  |                      |
| Anguilla               | 4 | 0 | 0 | 4 | 0  | 23 | -23 | 0  |                      |

| Tým                    | Panama | Dominikánská republika | Barbados | Dominika | Anguilla |
| ---------------------- | ------ | ---------------------- | -------- | -------- | -------- |
| Panama                 |        | 3:0                    | 1:0      | –        | –        |
| Dominikánská republika | –      |                        | 1:1      | 1:0      | –        |
| Barbados               | –      | –                      |          | 1:1      | 1:0      |
| Dominika               | 1:2    | –                      | –        |          | 3:0      |
| Anguilla               | 0:13   | 0:6                    | –        | –        |          |

Skupina E
| Tým            | Z | V | R | P | VB | OB  | +/- | B |                      |
| -------------- | - | - | - | - | -- | --- | --- | - | -------------------- |
| Haiti          | 3 | 3 | 0 | 0 | 13 | 0   | +13 | 9 | Postup do druhé fáze |
| Nikaragua      | 3 | 2 | 0 | 1 | 10 | 1   | +9  | 6 |                      |
| Belize         | 3 | 1 | 0 | 2 | 5  | 5   | 0   | 3 |                      |
| Turks a Caicos | 3 | 0 | 0 | 3 | 0  | -22 | -22 | 0 |                      |
| Svatá Lucie    | 0 | 0 | 0 | 0 | 0  | 0   | 0   | 0 |                      |

| Tým            | Haiti | Nikaragua | Belize | Turks a Caicos | Svatá Lucie |
| -------------- | ----- | --------- | ------ | -------------- | ----------- |
| Haiti          |       | 1:0       | 2:0    | –              | –           |
| Nikaragua      | –     |           | 3:0    | –              | –           |
| Belize         | –     | –         |        | 5:0            | –           |
| Turks a Caicos | 0:10  | 0:7       | –      |                | –           |
| Svatá Lucie    | –     | –         | –      | –              |             |

Skupina F
| Tým                   | Z | V | R | P | VB | OB | +/- | B |                      |
| --------------------- | - | - | - | - | -- | -- | --- | - | -------------------- |
| Svatý Kryštof a Nevis | 4 | 3 | 0 | 1 | 8  | 2  | +6  | 9 | Postup do druhé fáze |
| Trinidad a Tobago     | 4 | 2 | 2 | 0 | 6  | 1  | +5  | 8 |                      |
| Portoriko             | 4 | 2 | 1 | 1 | 10 | 2  | +8  | 7 |                      |
| Guyana                | 4 | 1 | 0 | 3 | 4  | 8  | -4  | 3 |                      |
| Bahamy                | 4 | 0 | 1 | 3 | 0  | 15 | -15 | 1 |                      |

| Tým                   | Svatý Kryštof a Nevis | Trinidad a Tobago | Portoriko | Guyana | Bahamy |
| --------------------- | --------------------- | ----------------- | --------- | ------ | ------ |
| Svatý Kryštof a Nevis |                       | –                 | 1:0       | 3:0    | –      |
| Trinidad a Tobago     | 2:0                   |                   | –         | 3:0    | –      |
| Portoriko             | –                     | 1:1               |           | –      | 7:0    |
| Guyana                | –                     | –                 | 0:2       |        | 4:0    |
| Bahamy                | 0:4                   | 0:0               | –         | –      |        |

## Druhá fáze
Ve druhé fázi se šest vítězů skupin z první fáze utkalo ve třech předem určených duelech doma a venku. Vítězové postoupili do třetí závěrečné fáze.
| Domácí v 1. zápase    | Celkem | Hosté v 1. zápase | 1. zápas | 2. zápas |
| --------------------- | ------ | ----------------- | -------- | -------- |
| Svatý Kryštof a Nevis | 0:6    | Salvador          | 0:4      | 0:2      |
| Haiti                 | 0:4    | Kanada            | 0:1      | 0:3      |
| Panama                | 2:1    | Curaçao           | 2:1      | 0:0      |

## Třetí fáze
V důsledku změny formátu kvalifikace na mistrovství světa, kterou provedla organizace CONCACAF, se tradiční Hexagonal se šesti týmy a deseti zápasy na tým rozšířil na osm týmů a čtrnáct zápasů na tým pro závěrečné a rozhodující kolo. Do třetí fáze vstoupilo pět nejlepších týmů CONCACAF podle žebříčku FIFA z července 2020, které se připojily ke třem vítězům druhé fáze. Losování, které určilo program třetí fáze, proběhlo 19. srpna 2020 v 19:00 v sídle FIFA v Curychu.
| Tým       | Z  | V | R | P  | VG | IG | +/- | B  |
| --------- | -- | - | - | -- | -- | -- | --- | -- |
| Kanada    | 14 | 8 | 4 | 2  | 23 | 7  | +16 | 28 |
| Mexiko    | 14 | 8 | 4 | 2  | 17 | 8  | +9  | 28 |
| USA       | 14 | 7 | 4 | 3  | 21 | 10 | +11 | 25 |
| Kostarika | 14 | 7 | 4 | 3  | 13 | 8  | +5  | 25 |
| Panama    | 14 | 6 | 3 | 5  | 17 | 19 | -2  | 21 |
| Jamajka   | 14 | 2 | 5 | 7  | 12 | 22 | -10 | 11 |
| Salvador  | 14 | 2 | 4 | 8  | 8  | 18 | -10 | 10 |
| Honduras  | 14 | 0 | 4 | 10 | 7  | 26 | -19 | 4  |